# Terina tanyeces
Terina tanyeces är en fjärilsart som beskrevs av Louis Beethoven Prout 1921. Terina tanyeces ingår i släktet Terina och familjen mätare. Inga underarter finns listade i Catalogue of Life.